# Pantopsalis rennelli
Pantopsalis rennelli is een hooiwagen uit de familie Monoscutidae.
De soort komt alleen voor in Nieuw-Zeeland.